# Космачов Ігор Іванович
Космачов Ігор Іванович — російський композитор. Заслужений діяч мистецтв РРФСР
Народився 30 вересня 1935 р. у м. Калуга. Закінчив музичне училище ім. Гнесіних (1962, клас А.Хачатуряна).
Автор музики до українського фільму «Я — „Водолаз-2“» (1975).